# Liste der Monuments historiques in Buxières-sur-Arce
Die Liste der Monuments historiques in Buxières-sur-Arce führt die Monuments historiques in der französischen Gemeinde Buxières-sur-Arce auf.

## Liste der Objekte
| Bezeichnung                                             | Beschreibung                          | Standort                       | Kennzeichnung | Schutzstatus | Datum | Bild |
| ------------------------------------------------------- | ------------------------------------- | ------------------------------ | ------------- | ------------ | ----- | ---- |
| Skulpturengruppe Der heilige Martin teilt seinen Mantel | Holz, farbig gefasst, 16. Jahrhundert | in der Kirche St-Martin (Lage) | PM10005206    | Inscrit      | 2013  |      |
| Kreuzigungsgruppe                                       | Holz, farbig gefasst, 16. Jahrhundert | in der Kirche St-Martin (Lage) | PM10004294    | Inscrit      | 1985  |      |
| Grabstein                                               | Kalkstein, bezeichnet 1508            | in der Kirche St-Martin (Lage) | PM10000382    | Classé       | 1908  |      |